# Jhagrakhand
Jhagrakhand é uma cidade e uma nagar panchayat no distrito de Koriya, no estado indiano de Chhattisgarh.

## Demografia
Segundo o censo de 2001, Jhagrakhand tinha uma população de 7507 habitantes. Os indivíduos do sexo masculino constituem 52% da população e os do sexo feminino 48%. Jhagrakhand tem uma taxa de literacia de 63%, superior à média nacional de 59,5%: a literacia no sexo masculino é de 72% e no sexo feminino é de 54%. Em Jhagrakhand, 13% da população está abaixo dos 6 anos de idade.